# No me conoce
«No me conoce» es una canción del cantante puertorriqueño Jhay Cortez. Se estrenó como sencillo a través de Universal Music el 22 de febrero de 2019. Más tarde se lanzó en un remix con J Balvin y Bad Bunny, esta versión alcanzó en Estados Unidos, la ubicación seis en la lista de sencillos Hot Latin Songs, y la ubicación setenta y uno en la lista Hot 100, ambas de Billboard.

## Recepción
Mateo Ismael Ruiz de Vulture llamó a la canción un «revolcón que se divide la diferencia entre el clásico reguetón y trap». Escribiendo para Noisey, Gary Suárez dijo sobre el remix que «muestra las habilidades [de Jhay Cortez] de ser capaz capaz de competir con dos de los cantantes más conocidos del mundo urbano».

## Rendimiento comercial
El tema «No me conoce» en su versión solista se ubicó en la cuarta posición en la lista de sencillos de PROMUSICAE, además de conseguir el triple disco de platino en el país. Una vez lanzada el remix con J Balvin y Bad Bunny, el tema entró en las listas de Billboard de Estados Unidos, se ubicó en la sexta posición en Hot Latin Songs, y en el lugar setenta y uno en la lista Hot 100. Adicionalmente, consiguió 2 discos de Diamante (Latinos) entregados por la asociación Recording Industry Association of America.

## Posicionamiento en listas

### Versión solo
| Listas (2019)       | Mejor posición |
| ------------------- | -------------- |
| España (PROMUSICAE) | 4              |

### Versión remix
| Listas (2019)                         | Mejor posición |
| ------------------------------------- | -------------- |
| Argentina (Argentina Hot 100)         | 4              |
| Colombia (National-Report)            | 13             |
| Estados Unidos (Billboard Hot 100)    | 71             |
| Estados Unidos (Hot Latin Songs)      | 6              |
| República Dominicana (Monitor Latino) | 1              |

## Certificaciones
| País (organismo certificador)         | Certificación       | Unidades certificadas |
| ------------------------------------- | ------------------- | --------------------- |
| España (PROMUSICAE)                   | 3× Platino          | 120 000               |
| Estados Unidos (RIAA) (Versión remix) | 9 Diamante (Latino) | 5 400 000             |